# Luigi Giacco
Luigi Giacco (Osimo, 1º settembre 1947) è un politico italiano.

## Biografia
Laureato in pedagogia, lavora per molti anni come dirigente d'azienda prima di entrare in politica nel 1994, anno in cui - come esponente della Federazione Laburista - venne eletto deputato nella lista del Partito Democratico della Sinistra. Il suo seggio alla Camera gli venne confermato anche due anni dopo: nella legislatura 1996-2001 è stato segretario della XII commissione (Affari sociali) e componente della Commissione parlamentare per l'infanzia.
Nel 2001 ottenne un nuovo mandato alla Camera, venendo eletto con il sistema maggioritario nella circoscrizione XIV (Marche), e più precisamente nel collegio: 6 - Osimo: ha fatto parte del gruppo parlamentare dei Democratici di Sinistra. Nella XIV legislatura fa parte delle stesse commissioni di cui si occupava in precedenza. Nei DS ha il ruolo di responsabile nazionale area disabili. Resta a Montecitorio fino al 2006. 

## Libri
- Prima di parlare, peQuod, 2000.
- Prima di parlare, seconda edizione aggiornata e ampliata, peQuod, 2002.
- Un bicchiere mezzo pieno, peQuod, 2005.